# نرغسة (مقاطعة دورة)
نرغسة (بالفارسية: نرگسه) هي قرية تقع في قسم دورة الريفي (مقاطعة دورة) في إيران. يقدر عدد سكانها بـ 101 نسمة بحسب إحصاء 2016.